# Обработка астрофотографий
Обработка астрофотографий — процесс улучшения астрофотографий путем использования методов цветокоррекции, стеккинга и прочих, используемый как и профессиональными астрономами, так и любителями.
Обработка астрофотографий представляет собой поэтапный процесс. В начале кадры загружаются в программу, сортируются по «качеству» (условному обозначению программы для оценки снимков), а далее, исходя из «качества» снимка, складывает их, вычитая шумы. После этого пользователь может как и оставить этот снимок, так и продолжить его редактирование либо в этой программе, либо в другой.

## Методы
- Сложение исходных кадров. Усреднение множества кадров, в результате чего помехи, вызванные шумами матрицы, уменьшаются. Для этого используют программы, например DeepSkyStacker, которая анализирует расположение звёзд на снимках, подгоняет кадры и производит их сложение[9].
- Борьба с тепловыми токами матрицы. Из каждого кадра вычитают усреднённый кадр тепловых токов[10].
- Цветокоррекция и выравнивание фона. Для этого используют программы, например Fitswork, которая имеет широкий функционал: от калибровки и сложения до финальной доработки изображения.
- Уменьшение яркости звёзд. Часто звезды на фотографиях в результате стеккинга настолько яркие и плотно расположены, что мешают рассмотреть детали галактики или туманности. Чтобы минимизировать их влияние, создают маску, выбирая только звёзды на изображении, а после уменьшают их яркость, контраст[11].
- Вычитание шума. После фотографирования появляется большое количество случайных шумов как от нагрева матрицы, так и от случайных заряженных частиц. Чтобы минимизировать их влияние снимаются «дарки» — кадры с закрытой крышкой объектива, в которой шумы усредняются, а после вычитаются из конечной фотографии[12][13].

## Программы
Снизу представлены некоторые программы, которые используются астрономами-любителями для обработки астрофотографий.
- DeepSkyStacker — используется для сложения астрофотографий объектов глубокого космоса[14].
- RegiStax[15]
- AutoStakkert[16]
- PIPP — используется для преобразования кадров в AVI видео для работы некоторых программ стеккинга[17].
- PixInsight[18]
- Photoshop — используется в постобработке полученного стека[8].